# Оржевка (Мордовия)
Оржевка — посёлок в Старошайговском районе Мордовии в составе Старотеризморгского сельского поселения.

## География
Находится у реки Инница на расстоянии примерно 13 километров по прямой на востоко-юго-восток от районного центра села Старое Шайгово.

## История
Известен с 1869 года как владельческая деревня Инсарского уезда из 33 дворов.

## Население
Постоянное население составляло 5 человек (русские 100 %) в 2002 году, 1 в 2010 году.